# Ignacy Kozielewski

Grób dra Ignacego Kozielewskiego na cmentarzu św. Rocha w Częstochowie

Ignacy Kozielewski ps. „Starzeńczyk” (ur. 13 stycznia 1882 w Starzenicach, zm. 9 lipca 1964 w Ostrowach k. Blachowni) – pedagog, dziennikarz, autor prac popularnonaukowych, współtwórca harcerstwa polskiego, poeta, współautor hymnu harcerskiego.

## Życiorys
W 1902 ukończył gimnazjum rządowe w Piotrkowie Trybunalskim, późniejsze I Liceum Ogólnokształcące im. Bolesława Chrobrego. W ostatniej klasie związał się z organizacją młodzieżową „Przyszłość”. W 1903 roku zaczął studiować prawo na Uniwersytecie Warszawskim i jednocześnie został działaczem Związku Młodzieży Polskiej „Zet”. Organizował strajki szkolne w 1905 roku, publikował antycarskie artykuły w czasopismach „Znicz” (1906) i „Baczność” (1907), wkrótce uznanych za wywrotowe i zlikwidowanych przez carską policję.
Aby uniknąć służby w wojsku carskim i wysłania do Azji Środkowej, Kozielewskiemu udało się przedostać do Krakowa, gdzie na Wydziale Filologicznym Uniwersytetu Jagiellońskiego rozpoczął studia polonistyczne i historyczne. Poważna choroba płuc zmusiła go do przerwania nauki. Po okresie rekonwalescencji w Zakopanem przebywał we Lwowie, gdzie studiował na wydziale filozoficznym Uniwersytetu Lwowskiego. Pisywał wiersze do prasy lwowskiej.
Tu, związany z organizacjami Sokół-Macierz, Koło Braterskie Zetu, Eleusis zaprzyjaźnił się z Tadeuszem Strumiłłą, Andrzejem Małkowskim, Stanisławem Pigoniem, Olgą Drahonowską.
Kiedy we Lwowie zaczął powstawać ruch skautowy, w 1911 roku razem z Andrzejem Małkowskim został redaktorem pisma „Skaut”, które potem samodzielnie prowadził od 1912. Na łamach „Skauta” 15 października 1911 roku opublikował napisany wcześniej tekst Wszystko co nasze, przyjęty później jako hymn harcerski.
W 1912 jako przedstawiciel szkół wyższych był jednym z niosących trumnę Marii Konopnickiej w kondukcie żałobnym. W 1913 ukazała się drukiem jego praca Słowo o królu Warneńczyku.
W latach 1911–1914 prowadził kursy instruktorskie organizowane przez Naczelną Komendę w Skolem.
Na wieść o utworzeniu Legionów zaciągnął się w ich szeregi jako ochotnik. W wyniku sprzeciwu wobec złożenia przysięgi, a w jego konsekwencji – rozwiązania Legionu Wschodniego, wyjechał do Wiednia. Tam wśród Polaków organizował drużyny harcerskie, redagując dla ich potrzeb czasopisma harcerskie „Życie Nowe” (1915) i „Orka” (1916). Po powrocie do Piotrkowa w 1916 zatrudnił się w tamtejszym Gimnazjum Męskim i Żeńskim oraz Seminarium Nauczycielskim jako nauczyciel.
W 1918 Kozielewski znów został instruktorem kursów harcerskich. Jednocześnie wydał dwie publikacje historyczne (Zawisza Czarny z Garbowa i Pierwsza Szkoła Wojskowa w Polsce). Od 1919 poświęcił się pracy naukowej, aby w 1923 na podstawie pracy Łukasz Górnicki uzyskać tytuł doktora nauk humanistycznych. W 1920 został wizytatorem szkół średnich w Wilnie. W następnych latach uczył też w Częstochowie i Warszawie.
Brał udział w wojnie polsko-bolszewickiej w 1920 roku, w wolnych chwilach pisząc wiersze o pięknie przyrody.
W dwudziestoleciu międzywojennym był redaktorem tygodnika „Harcerz”, w 1925 opublikował powieść Harcerskie troski (1925) oraz rozpoczął ożywioną działalność pedagogiczną. Z Tadeuszem Strumiłłą w 1926 roku w Wieleniu nad Notecią założył ośmioklasowe gimnazjum połączone z nauką zawodu: stolarstwa, szewstwa, ślusarstwa i ogrodnictwa, które było eksperymentem pedagogicznym. Po przeniesieniu się do Brwinowa wydał w 1930 tomik poezji Tchnienie przyrody.
W 1934 w wyniku kryzysu ekonomicznego i braku pracy znów poświęcił się pracy dziennikarskiej, współpracując z dziennikami „Rzeczpospolita”, „ABC” i „Wieczór Warszawski”. W latach 1934–1939 redagował „Strażnicę Harcerską”, opozycyjną wobec oficjalnego harcerstwa. Był związany z kręgiem harcerskim św. Jerzego, o nachyleniu chrześcijańsko-narodowym. Wydawał przez jakiś czas „Przewodnik Gimnastyczny Sokół”, a w 1937 opublikował broszurę Wczoraj, dziś i jutro sokolnictwa. W latach 1923–1939 współpracował z Towarzystwem Nauczycieli Szkół Średnich i Wyższych w Komisji Oceny Książek dla Młodzieży. Działał w Akcji Katolickiej, za działalność w której otrzymał w 1938 krzyż papieski Pro Ecclesia et Pontifice.
W czasie okupacji, z uwagi na wiek nie mogąc walczyć, powrócił do Brwinowa, gdzie prowadził tajne nauczanie i kolportował podziemną prasę. W 1945 roku przesłuchiwany za głoszenie antybolszewickich haseł został zobowiązany do opuszczenia Warszawy. Powrócił w rodzinne strony, do Mstowa, a później do Krzepic, gdzie w miejscowym gimnazjum uczył języka polskiego i rosyjskiego. Czynnie działał w organizacji Caritas.
W ostatnich latach życia powrócił do pisania. W 1959 opublikował Słowniczek wyrazów o podobnym brzmieniu, a odmiennym znaczeniu w języku rosyjskim i polskim oraz monografię Sześć wieków Krzepic. W 1961 jako rencista przeniósł się do Częstochowy, gdzie zmarł po długiej chorobie (cukrzyca). Pochowany w Częstochowie na cmentarzu św. Rocha.

## Upamiętnienia
Imię Ignacego Kozielewskiego noszą:
- ulica w Częstochowie,
- ulica w Krzepicach,
- rondo w Brwinowie,
- harcerski rajd turystyczny organizowany corocznie przez Hufiec ZHP Częstochowa,
- Towarzystwo Gimnastyczne „Sokół” w Brwinowie.

Cytat z wiersza Kozielewskiego: Wszystko, co nasze, Polsce oddamy umieszczono w westybulu liceum ogólnokształcącego (Zespołu Szkół nr 1) w Kłobucku.

## Hymn harcerski
Dziewięciozwrotkowy wiersz Ignacego Kozielewskiego Wszystko co nasze, opublikowany w 1911 w numerze „Skauta” 15 października 1911, do którego refren dopisała później Olga Drahonowska-Małkowska, jest oficjalnym hymnem ZHP od 1918 roku. Ponownie od 1956 roku na Zjeździe Związku Harcerstwa Polskiego w Łodzi został przyjęty jako hymn ZHP. Pieśń ta jest również hymnem Związku Harcerstwa Rzeczypospolitej i Stowarzyszenia Harcerskiego.